# سوپرمارین سیفنگ
سوپرمارین سیفنگ (به انگلیسی: Supermarine_Seafang) یک هواگرد ملخ‌پیشین تک‌موتوره از نوع جنگنده دریایی ساخت شرکت Supermarine Aviation Works (Vickers) Ltd. است. هواگرد سوپرمارین سیفنگ نخستین پروازش را در ۱۹۴۶ میلادی انجام داد. در مجموع، تعداد ۱۸ فروند از این هواگرد ساخته شده‌است.